# Флаг Сент-Китса и Невиса
Государственный флаг Сент-Китса и Невиса (англ. Flag of Saint Kitts and Nevis) — принят 19 сентября 1983 года.
Флаг Сент-Китса и Невиса представляет собой зелёно-красное прямоугольное полотнище, разделённое по диагонали чёрно-жёлтой полосой, на которой расположены две пятиконечные белые звезды.
Зелёный цвет на флаге Сент-Китса и Невиса символизирует плодородные земли страны, красный — освободительную борьбу народа, чёрный олицетворяет африканское наследие жителей государства, жёлтые полосы — символизируют солнечный свет, а две белые звезды — надежду и свободу.

## Исторические флаги

Флаг колонии Сент-Киттс — Невис — Ангилья 1958—1967
Флаг «ассоциированного с Великобританией государства» Сент-Кристофер и Невис 27 февраля 1967 — 30 мая 1967
Флаг «ассоциированного с Великобританией государства» Сент-Кристофер — Невис — Ангилья 30 мая 1967 — 19 сентября 1983

## Другие флаги

Флаг Невиса